# Mareil-le-Guyon
Pour les articles homonymes, voir Mareil et Guyon.
Mareil-le-Guyon est une commune française située dans le département des Yvelines, en région Île-de-France.

## Géographie

### Situation
Mareil-le-Guyon se situe dans la plaine de Montfort-l'Amaury à 24 km à l'ouest de Versailles, la préfecture, et à 22 km au nord de Rambouillet la sous-préfecture.
|      | Neauphle-le-Vieux |                      |
| Méré | Mareil-le-Guyon   |                      |
|      |                   | Bazoches-sur-Guyonne |

### Transports et voies de communications

#### Réseau routier
Le village est traversé par la route départementale 191 qui relie Épône et l'accès à l'autoroute A13 (autoroute de Normandie) au nord à Rambouillet au sud et l'accès, par Ablis, aux autoroutes A10 et A11. La route nationale 12 traverse le territoire communal au nord.

#### Desserte ferroviaire
La gare ferroviaire la plus proche est la gare de Villiers - Neauphle - Pontchartrain qui est située à 4 km de la commune.

#### Bus
La commune est desservie par les lignes 5, 49, 61 et 79, M, P et V du réseau de bus Centre et Sud Yvelines.

#### Sentier de randonnée
Le sentier de grande randonnée GR 1 fait une courte incursion sur le territoire de la commune, au nord-ouest, entre Méré et Neauphle-le-Vieux.

### Lieux-dit et écarts
- Le lieu-dit le Cheval-Mort, Cheval Mort vers 1757[1], vers 1850[2], pourrait être issu d"une traduction erronée par les scribes médiévaux d'un mot gaulois incompris latinisé *Equamori, formé de Equa "?" + gaul. mori "mer", pouvant signifier "La Mer d'Equa"[3]. Le sol du lieu-dit est constitué de marnes et d'argiles[4] du Ludien, donc très humide, et a pu être anciennement un marais.

### Climat
Pour des articles plus généraux, voir Climat de l'Île-de-France et Climat des Yvelines.
En 2010, le climat de la commune est de type climat océanique dégradé des plaines du Centre et du Nord, selon une étude du CNRS s'appuyant sur une série de données couvrant la période 1971-2000. En 2020, Météo-France publie une typologie des climats de la France métropolitaine dans laquelle la commune est dans une zone de transition entre le climat océanique et le climat océanique altéré et est dans la région climatique Sud-ouest du bassin Parisien, caractérisée par une faible pluviométrie, notamment au printemps (120 à 150 mm) et un hiver froid (3,5 °C).
Pour la période 1971-2000, la température annuelle moyenne est de 11 °C, avec une amplitude thermique annuelle de 14,1 °C. Le cumul annuel moyen de précipitations est de 655 mm, avec 11 jours de précipitations en janvier et 7,9 jours en juillet. Pour la période 1991-2020, la température moyenne annuelle observée sur la station météorologique la plus proche, située sur la commune de Saint-Léger-en-Yvelines à 10 km à vol d'oiseau, est de 11,0 °C et le cumul annuel moyen de précipitations est de 706,3 mm,. Pour l'avenir, les paramètres climatiques de la commune estimés pour 2050 selon différents scénarios d'émission de gaz à effet de serre sont consultables sur un site dédié publié par Météo-France en novembre 2022.

## Urbanisme

### Typologie
Au 1er janvier 2024, Mareil-le-Guyon est catégorisée commune rurale à habitat dispersé, selon la nouvelle grille communale de densité à sept niveaux définie par l'Insee en 2022.
Elle est située hors unité urbaine. Par ailleurs la commune fait partie de l'aire d'attraction de Paris, dont elle est une commune de la couronne,. Cette aire regroupe 1 929 communes,.

### Occupation des solssimplifiée
Le territoire de la commune se compose en 2017 de 87,41 % d'espaces agricoles, forestiers et naturels, 7,22 % d'espaces ouverts artificialisés et 5,37 % d'espaces construits artificialisés.

## Toponymie
Le nom de la localité est attesté sous les formes Marolio en 1310, Marolium Guidonis en 1351, Mareuil-la-Guyon.
Le nom de Mareil viendrait d'une racine gauloise *maro-ialos désignant une grande clairière, *Maroialos, du gaulois Maro (grand) et ialos (clairière). D'après Auguste Longnon, qui a étudié les noms de lieux en France, le nom « Mareil », dont il existe plusieurs exemples dans l'ancienne Seine-et-Oise, vient du mot bas latin maroialum qui signifie « localité voisine d'un marécage ».
Guion est un nom de personne au cas régime de l'ancien français, devenu graphiquement Guyon, ce qui a engendré une disparition de l'ancienne prononciation « gui-on » [giɔ̃]. La forme sujet moderne est « Guy ».
 L’anthroponyme Guy est d’origine germanique et généralement latinisé en Guido, parfois en Wido, selon son étymologie germanique.

## Politique et administration

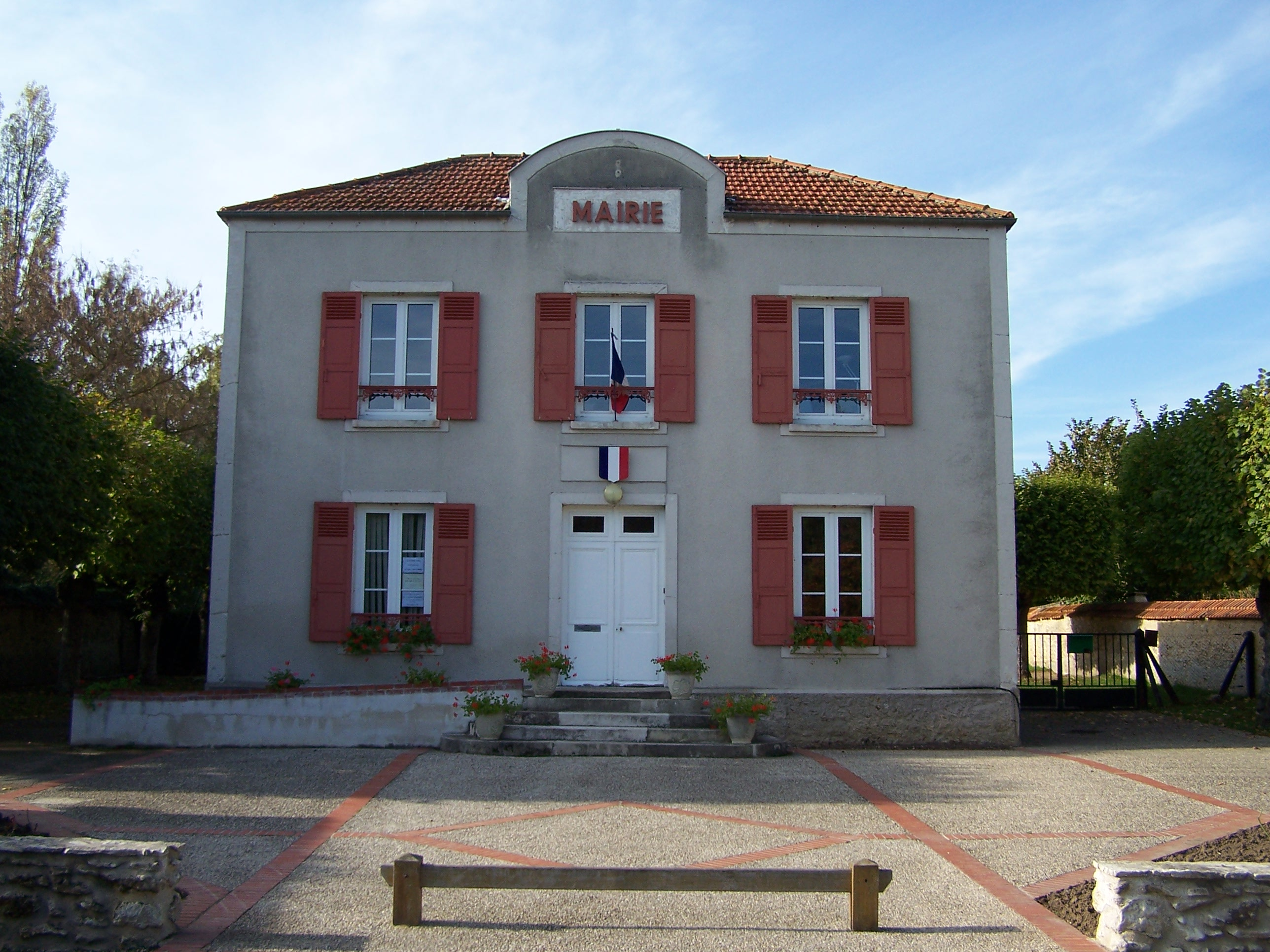
La mairie.

### Liste des maires
| Période                                  | Période  | Identité            | Étiquette | Qualité |
| ---------------------------------------- | -------- | ------------------- | --------- | ------- |
| Les données manquantes sont à compléter. |          |                     |           |         |
|                                          |          | Claude Manceau      |           |         |
| 2001                                     | 2014     | Daniel Lebar        |           |         |
| 2014                                     | 2015     | Jean-Pierre Decroix |           |         |
| 2015                                     | En cours | Michel Lommis       |           |         |

## Population et société

### Démographie

#### Évolution démographique
L'évolution du nombre d'habitants est connue à travers les recensements de la population effectués dans la commune depuis 1793. Pour les communes de moins de 10 000 habitants, une enquête de recensement portant sur toute la population est réalisée tous les cinq ans, les populations de référence des années intermédiaires étant quant à elles estimées par interpolation ou extrapolation. Pour la commune, le premier recensement exhaustif entrant dans le cadre du nouveau dispositif a été réalisé en 2007.

En 2022, la commune comptait 413 habitants, en évolution de +11,32 % par rapport à 2016 (Yvelines : +2,72 %, France hors Mayotte : +2,11 %).
| 1793 | 1800 | 1806 | 1821 | 1831 | 1836 | 1841 | 1846 | 1851 |
| ---- | ---- | ---- | ---- | ---- | ---- | ---- | ---- | ---- |
| 200  | 199  | 214  | 227  | 215  | 236  | 230  | 238  | 204  |

| 1856 | 1861 | 1866 | 1872 | 1876 | 1881 | 1886 | 1891 | 1896 |
| ---- | ---- | ---- | ---- | ---- | ---- | ---- | ---- | ---- |
| 298  | 205  | 201  | 199  | 204  | 201  | 203  | 184  | 195  |

| 1901 | 1906 | 1911 | 1921 | 1926 | 1931 | 1936 | 1946 | 1954 |
| ---- | ---- | ---- | ---- | ---- | ---- | ---- | ---- | ---- |
| 162  | 164  | 144  | 124  | 181  | 183  | 172  | 150  | 184  |

| 1962 | 1968 | 1975 | 1982 | 1990 | 1999 | 2006 | 2007 | 2012 |
| ---- | ---- | ---- | ---- | ---- | ---- | ---- | ---- | ---- |
| 228  | 215  | 209  | 281  | 267  | 348  | 408  | 417  | 369  |

| 2017 | 2022 | - | - | - | - | - | - | - |
| ---- | ---- | - | - | - | - | - | - | - |
| 377  | 413  | - | - | - | - | - | - | - |

#### Pyramide des âges
En 2018, le taux de personnes d'un âge inférieur à 30 ans s'élève à 34,9 %, soit en dessous de la moyenne départementale (38 %). À l'inverse, le taux de personnes d'âge supérieur à 60 ans est de 24,3 % la même année, alors qu'il est de 21,7 % au niveau départemental.
En 2018, la commune comptait 203 hommes pour 182 femmes, soit un taux de 52,73 % d'hommes, largement supérieur au taux départemental (48,68 %).
Les pyramides des âges de la commune et du département s'établissent comme suit.
| Hommes | Classe d’âge | Femmes |
| ------ | ------------ | ------ |
| 0,5    | 90 ou +      | 1,1    |
| 4,1    | 75-89 ans    | 7,4    |
| 15,2   | 60-74 ans    | 21,0   |
| 26,1   | 45-59 ans    | 21,9   |
| 15,1   | 30-44 ans    | 18,4   |
| 19,1   | 15-29 ans    | 19,1   |
| 19,9   | 0-14 ans     | 11,1   |

| Hommes | Classe d’âge | Femmes |
| ------ | ------------ | ------ |
| 0,6    | 90 ou +      | 1,4    |
| 6      | 75-89 ans    | 7,8    |
| 13,5   | 60-74 ans    | 14,8   |
| 20,7   | 45-59 ans    | 20,1   |
| 19,6   | 30-44 ans    | 19,9   |
| 18,5   | 15-29 ans    | 16,8   |
| 21,2   | 0-14 ans     | 19,2   |

### Enseignement
La commune possède une école maternelle publique.

## Économie
- Exploitations agricoles.

## Culture locale et patrimoine

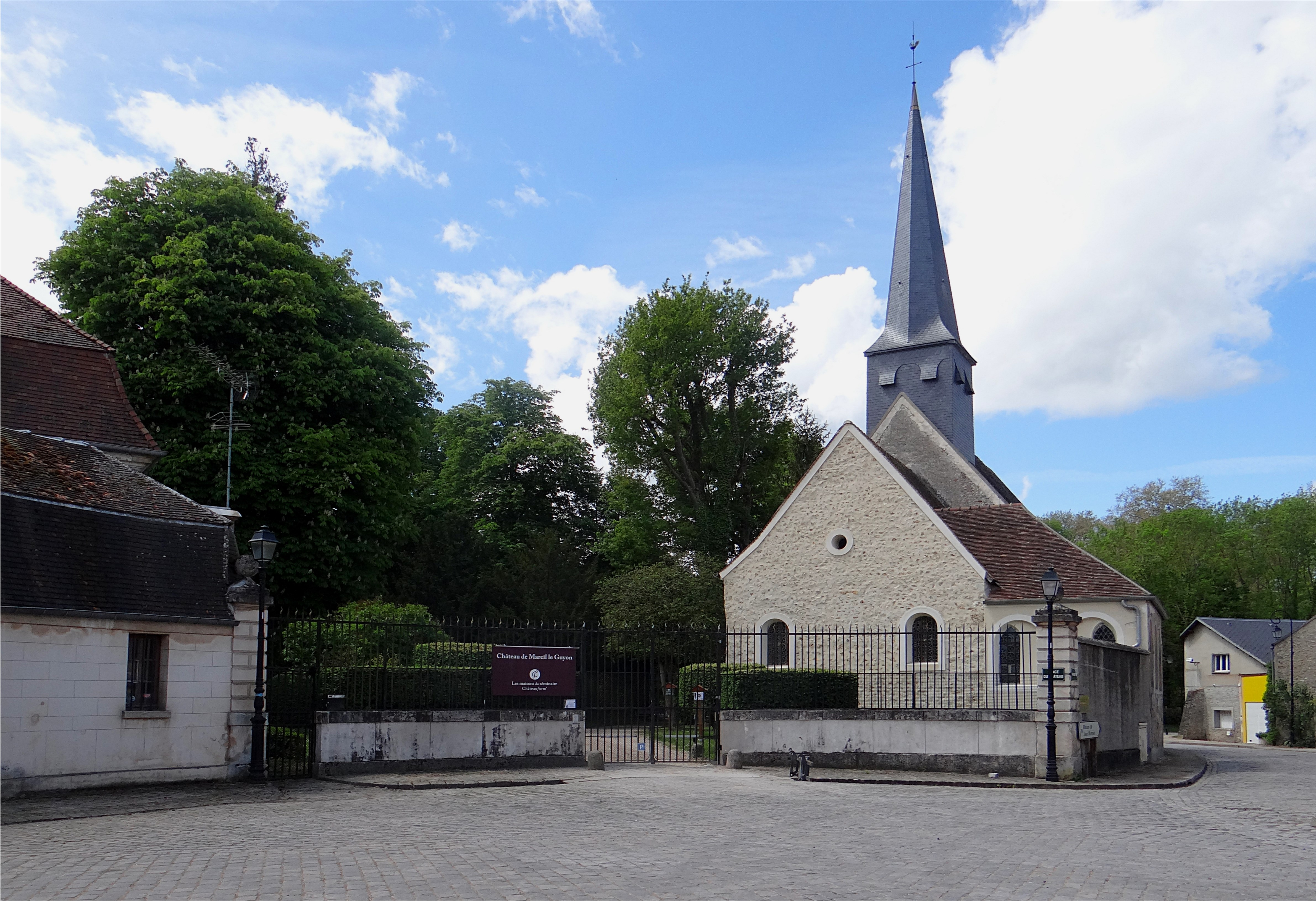
L'église Saint-Martin.

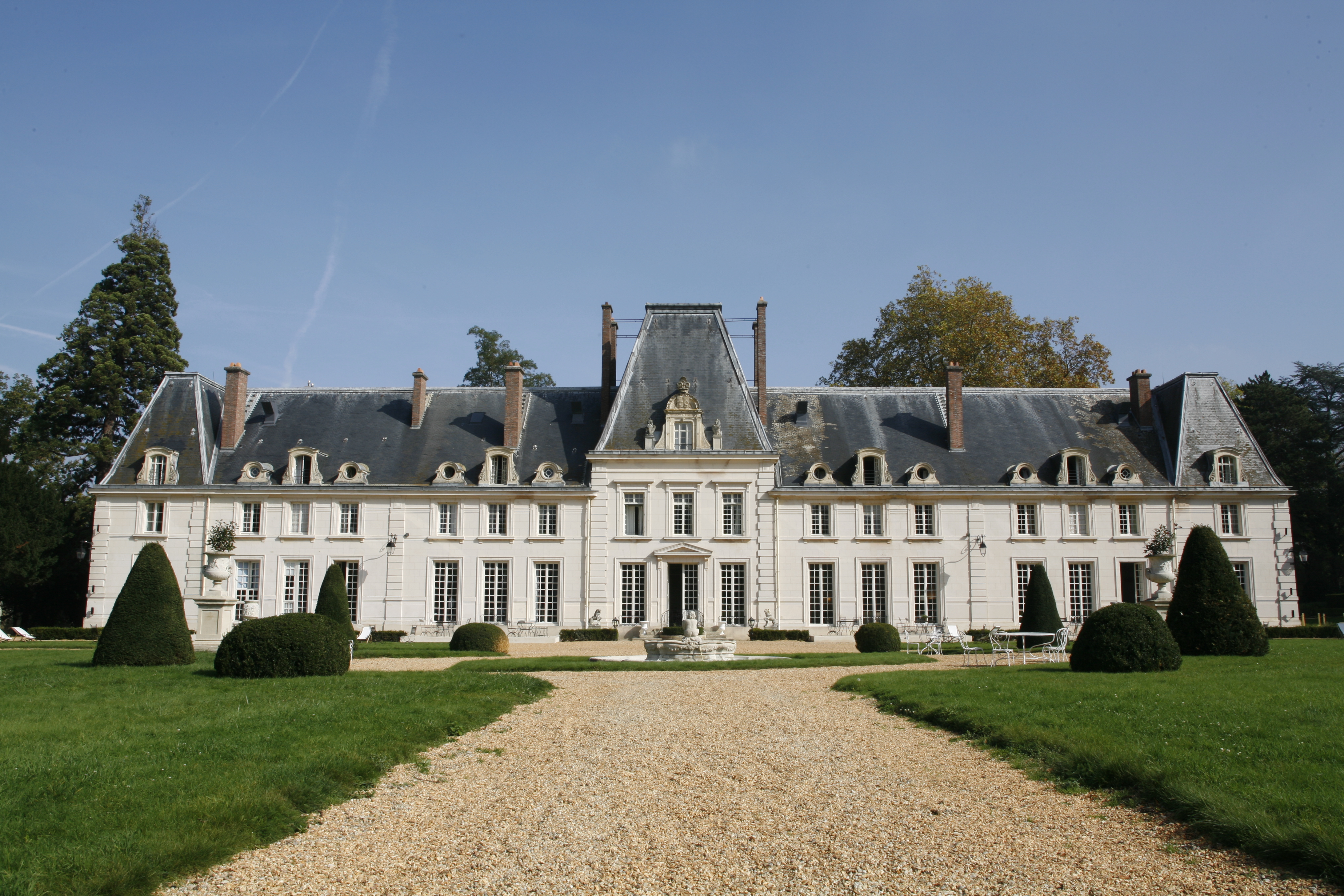
Le château.

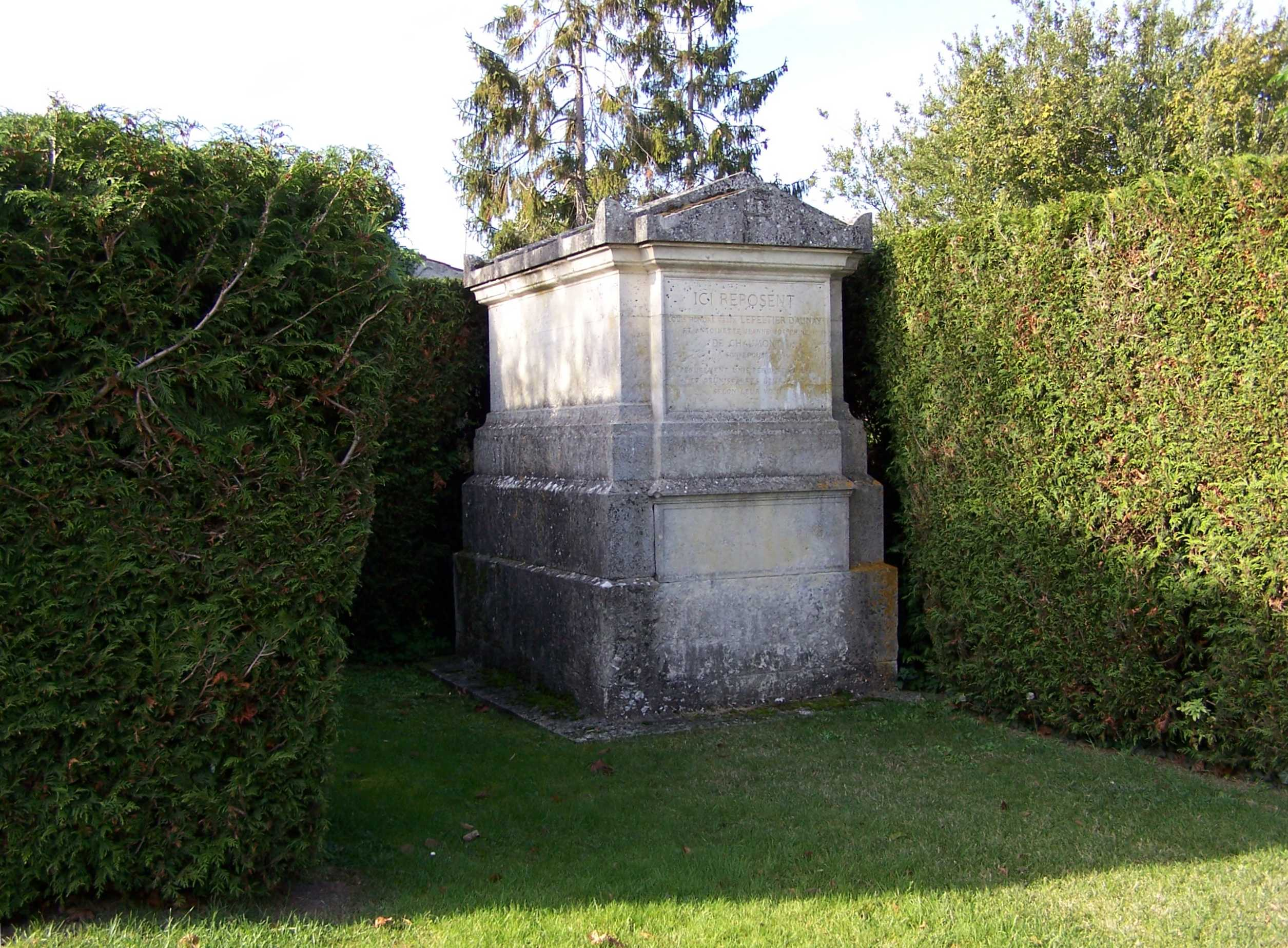
Un tombeau à Mareil-le-Guyon.

### Lieux et monuments
- L'église Saint-Martin.
- Le château de Mareil, propriété privée.
- En plein centre du village, à quelques mètres du bord de la route départementale qui traverse le village, se dresse un tombeau imposant. L'inscription relate : Ici reposent Louis Honoré Félix Lepeltier d'Aunay et Antoinette Jeanne Joséphine de Beaumont son épouse tendrement unis pendant 41 ans et réunis pour l'éternité selon leur vœu. Ce tombeau est en fait un vestige de l'ancien cimetière du village qui se trouvait ici, à proximité de l'église, avant d'être « déménagé » au cours du XXe siècle.

### Personnalités liées à la commune
- Antoine-Martin Chaumont de La Galaizière (1697-1783), magistrat et administrateur français, château de Mareil-le-Guyon.
- Antoine Chaumont de La Galaizière (1727-1812), fils du précédent, comte de Mareil-le-Guyon, mort au château de Mareil-le-Guyon.
- La Frede (1914-1976), directrice de plusieurs cabarets parisiens,

### Héraldique
| Blason de Mareil-le-Guyon | Blason  | De sinople au pairle d'argent accompagné en chef de deux hachettes d'argent emmanchées de sable posées en sautoir, à dextre de deux épis de blé empoignés de sable, à senestre d'un poisson d'argent au dos de sable et loré de même, nageant entre deux demi-burelles défaillantes à dextre, ondées aussi d'argent. |
| Blason de Mareil-le-Guyon | Détails | Le statut officiel du blason reste à déterminer. |